# Грушевский, Анатолий Фёдорович
Анатолий Фёдорович Грушевский (дата рождения неизвестна — март 2008) — советский биатлонист, советский и российский тренер по биатлону. Чемпион СССР в гонке патрулей (1978), участник Кубка мира. Мастер спорта СССР международного класса (1975).

## Биография
Представлял спортивное общество «Труд» и город Мурманск.
Пятикратный чемпион РСФСР, победитель первенств ВЦСПС и ЦС ДСО «Труд». В 1975 году стал абсолютным чемпионом международных соревнований «Праздник Севера» в Мурманске, выполнив тем самым норматив мастера спорта международного класса. Вместе с Дмитрием Скосыревым стал первым спортсменом из Заполярья, получившим звание МСМК.
В 1978 году завоевал золотые медали чемпионата СССР в гонке патрулей в составе сборной общества «Труд».
В марте 1978 года участвовал (вне конкурса) в этапе Кубка мира в Мурманске, проходившем совмещённо с «Праздником Севера». В личных видах высоких результатов не показал, а в эстафете в составе сборной Мурманской области занял шестое место, уступив двум составам сборной СССР, а также спортсменам ГДР, Норвегии и Финляндии.
По окончании спортивной карьеры перешёл на тренерскую работу. В 1985—1991 годах работал старшим тренером сборной команды Всесоюзного совета ВДФСО профсоюзов, тренером-преподавателем спортивного клуба Мурманского областного совета ВДФСО профсоюзов. С 1991 года был заместителем директора СДЮШОР Мурманского областного совета ВДФСО профсоюзов, с 1998 года — инструктором-методистом Мурманской областной СДЮШОР по зимним видам спорта.
Скончался в марте 2008 года.